# Tallulah (Louisiana)
Tallulah è un comune degli Stati Uniti d'America, situato nello Stato della Louisiana, in particolare nella parrocchia di Madison, della quale è il capoluogo.
La popolazione nel 2010 era di 7.335 abitanti, calata del 20,2% rispetto ai 9,189 registrati nel censimento del 2000.

## Geografia
Tallulah è situata nella Louisiana nord-orientale, presso la sponda destra del fiume Mississippi. La cittadina è situata a 263 km a nord della capitale statale Baton Rouge e a 35 km ad ovest dalla città di Vicksburg, situata nel vicino Stato del Mississippi.

## Storia
Sorto prima della guerra di secessione americana, Tallulah divenne un piccolo centro agricolo specializzato nella produzione del cotone. Attorno al villaggio vennero costruite numerose piantagioni all'interno delle quali venivano impiegati schiavi afro-americani. Nella seconda metà del XIX secolo s'insediò a Tallulah anche una piccola comunità di immigrati italiani, per lo più siciliani operanti nel commercio.
Il 20 luglio 1899 cinque italiani vennero linciati da una folla inferocita per motivazioni puramente economiche. Nel 1927 il centro della cittadina venne sommerso da un'alluvione del Mississippi.

## Infrastrutture e trasporti
Tallulah sorge all'intersezione tra l'U.S. Route 80, che da Dallas giunge sino al porto di Savannah, e la U.S. Route 65.